# 奥古斯特·让·巴蒂斯特·谢瓦利埃
奥古斯特·让·巴蒂斯特·谢瓦利埃（Auguste Jean Baptiste Chevalier，1873年—1956年）为法国植物学家、分类学家及非洲热带探险家，特别是法兰西殖民帝国非洲及科特迪瓦。他发现并采集了大量南非和非洲热带的植物标本。他对非洲植物的建树颇多，涉及木本植物、草本植物及农作物。与其他非洲热带植物学家不同，他的研究领域还包括了撒哈拉的植物。